# Karnevallets Hemmelighed
Karnevallets Hemmelighed er en dansk stumfilm fra 1913, der er instrueret af Leo Tscherning efter manuskript af Marie Plougmann.

## Handling
Denne artikel mangler et handlingsreferat. Hjælp os med at skrive det.

## Medvirkende
- Christian Schrøder - Grosserer Munkebye
- Jutta Lund - Grossererens hustru
- Agnes Nørlund - Grossererens datter
- Vera Fjelstrup - Aase
- Valdemar Psilander - Mr. Gerald
- Gunnar Helsengreen - En detektiv
- Mathilde Felumb Friis
- Ingeborg Bruhn Bertelsen